# Kateřina Schrattová
Kateřina Schrattová, celým jménem a v nepřechýlené formě Katharina Schratt (11. září 1853, Baden (Dolní Rakousy) – 17. dubna 1940, Vídeň), byla herečka rakouského Burgtheateru, milenka rakouského císaře a českého a uherského krále Františka Josefa I.

## Herečka
Ačkoliv pocházela ze tří dětí, jednalo se o jedinou dceru jejích rodičů, neboť měla dva bratry. Už okolo šesti let se začala zajímat o herectví a varování rodičů ji v tom nejspíše ještě utvrdilo. V osmnácti letech se připojila k ansámblu Hoftheateru v Berlíně, kde byla brzo úspěšná. V Německu ovšem zůstala jen několik měsíců, protože vyslyšela nabídku z městského divadla ve Vídni.
V roce 1879 se provdala za uherského aristokrata Nikolase Kiss de Ittebe, v roce 1880 se jim narodil syn Anton, ale dlouho spolu nežili. Na krátký čas se objevila v New Yorku, pak se natrvalo vrátila do vídeňského Hofburgtheateru. Stala se jednou z nejoblíbenějších rakouských hereček. Na odpočinek odešla v roce 1900.

## Milenka císaře Františka Josefa I.
Její vystoupení na Světové výstavě ve Vídni v roce 1885 přilákalo pozornost císaře Františka Josefa I. Císařova manželka Alžběta Bavorská zvaná Sissi si císařova zájmu o ni zřejmě všimla, a protože v té době už se s manželem značně odcizili, podporovala jejich vzájemný vztah. Postupně se z nich stali přátelé a snad i milenci. Jistě nebyla jedinou císařovou milenkou, jménem je však známá jen ona a  Anna Nahowská, jeho dřívější milenka. Zřejmě byl i otcem dcery Nahowské, Heleny, která se později vdala za skladatele Albana Berga.
Kateřina Františka Josefa navštěvovala takřka denně, zvláště po tragické smrti jeho syna Rudolfa i císařovny Alžběty. Jejich vztah vydržel až do jeho smrti v roce 1916. Byl jí dopřán luxusní život a císař za ni platil i útraty v kasinech, která ráda navštěvovala. Žila v domě na Gloriettegasse, blízko Schönbrunnu, a v paláci na Kärntner Ringu.
Ke konci života byla silně nábožensky založena. Když v roce 1940 ve věku 87 let zemřela, byla pochována na Hietzinském hřbitově ve Vídni.